# Mosaik von Lod

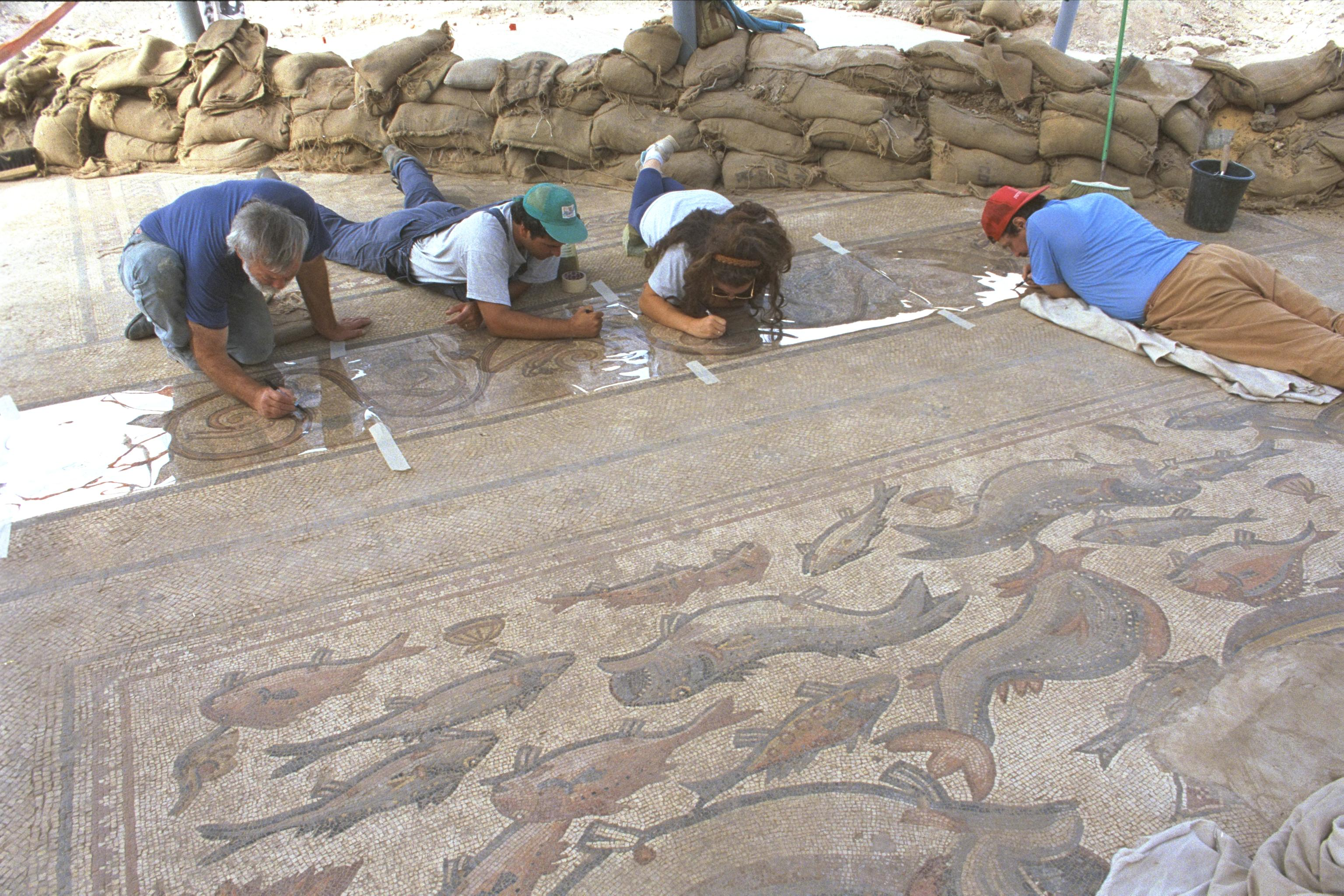
Archäologen bei der Behandlung des Mosaiks (1996)

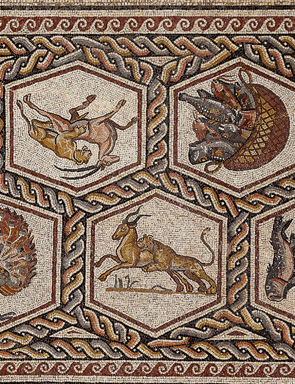
Detailansicht

Das Mosaik von Lod ist mit einer Fläche von 180 Quadratmetern das größte seiner Art in Israel. Es wurde 1996 beim Straßenbau in Lod, dem antiken Lydda, südöstlich von Tel Aviv entdeckt und nach der Ausgrabung mit einer Sandschicht konserviert. 2009 wurde es erneut freigelegt, aufgerollt und in die Labors der israelischen Antikenbehörde (IAA) zur Restaurierung gebracht. Seine Datierung ins dritte Jahrhundert erfolgte anhand der jüngsten beim Mosaik gefundenen Münze, die unter Diokletian (284–305) geprägt wurde. 
Das Mosaik enthält keine Inschrift, die den Stifter erwähnt, wie es typisch für Mosaiken in öffentlichen Gebäuden wäre. Daher scheint es zur Villa eines Reeders oder Händlers gehört zu haben. Fische, wilde Tiere und zwei Handelsschiffe sind auf dem Mosaik zu sehen. Im zentralen Medaillon sind Tiere abgebildet und nicht der typische Ophelius oder Bacchus, wie auf heidnischen Mosaiken. Der Besitzer könnte Jude oder Christ gewesen sein. Für die Ausgräberin Miriam Avissar, eine von Hamburg 1965 nach Israel ausgewanderte Archäologin, ist das spätrömische Mosaik eine vom Stil her sizilianische Arbeit.  
Für das Mosaik wird in Lod ein eigenes Museum, das Shelby White and Leon Levy Lod Mosaic Archaeological Center, errichtet, das 2013 eröffnet werden sollte. Die Eröffnung wurde bereits mehrfach verschoben und ist Stand Januar 2024 noch nicht erfolgt. Seit September 2010 wird das Mosaik in einigen Städten in den USA und in Europa (Paris, Berlin, Waddesdon) ausgestellt. Die Ausstellung in Berlin trug den Titel Jäger und Gejagte. Die exotische Tierwelt des römischen Mosaiks aus Lod.